# 鄭新赫
鄭新赫（정신혁，?—），北韓政治家，曾為天道教青友黨委員長、最高人民會議代議員和祖國統一民主主義戰線議長。

## 生平
鄭新赫的早期事跡不明，資料對他的記載始於1979年，該年他成為天道教青友黨委員長。1982年的最高人民會議選舉中，他成功當選為代議員，其黨派也成為選舉中的第三大黨。之後，他在1986年的選舉和1990年的選舉中再次當選為代議員。另外，他還在1984年出任祖國統一民主主義戰線議長一職。1990年，先後獲委任為最高人民會議的常設委員及朝鮮宗教協會的會長。翌年，隨著北南關係改善，鄭新赫又擔任北南間友好親善協會的副會長。1993年，兼任朝鮮和平統一委員會的副委員長。1998年2月，他在黨政團體聯合會中發表講話。之後，再沒有其消息。

## 資料來源
1. 1 2 3 4  .   [2014-03-02]. （原始内容存档于2015-09-23）.
2. ↑  Nohlen, D, Grotz, F & Hartmann, C (2001) Elections in Asia and the Pacific: A Data Handbook: South East Asia, East Asia, and the Pacific Volume 2, p403 ISBN 0-19-924959-8